# Нимчук, Василий Васильевич
Васи́лий Васи́льевич Нимчу́к (6 июля 1933, Долгое, Подкарпатская Русь, Первая Чехословацкая республика — 26 ноября 2017, Долгое, Закарпатская область, Украина) — советский и украинский лингвист. Доктор филологических наук (1982). Член-корреспондент НАН Украины. Лауреат премии АН УССР имени И. Я. Франко (1985). Директор Института украинского языка (1998—2008). Член редакционной коллегии энциклопедии «Украинский язык» (2000), а также главный редактор научного журнала «Украинский язык» (2001).

## Биография
Василий Нимчук родился 6 июля 1933 года в селе Долгое. В 1955 году Василий Васильевич окончил Ужгородский университет. Через три года, с 1958 года начал работать в Институте языкознания имени А. А. Потебни АН УССР. С 1991 года — в Институте украинского языка НАН Украины, где в 1998—2008 годах был директором.

## Публикации
- «Слова о полку Ігоревім» і примітки до нього (1977);
- «Староукраїнська лексикографія в її зв’язках з російською та білоруською» (1980);
- «Київські глаголичні листки» Архивная копия от 20 июля 2014 на Wayback Machine (1983);
- Ділова мова Волині і Наддніпрянщини XVII ст. (збірник актових документів) / Академія наук Української РСР, Інститут мовознавства ім. О. О. Потебні; підготували до видання В. В. Німчук [та ін.]. — К. : Наукова думка, 1981. — 316 с.;
- «Мовознавство на Україні в XIV—XVII ст.» (1985), «Давньоруська спадщина в лексиці української мови» (1992).